# Rundbladsbjörnbär
Rundbladsbjörnbär (Rubus vestitus) är en rosväxtart som beskrevs av Carl Ernst August Weihe och Nees. Rundbladsbjörnbär ingår i släktet rubusar, och familjen rosväxter. Inga underarter finns listade i Catalogue of Life.

## Bildgalleri

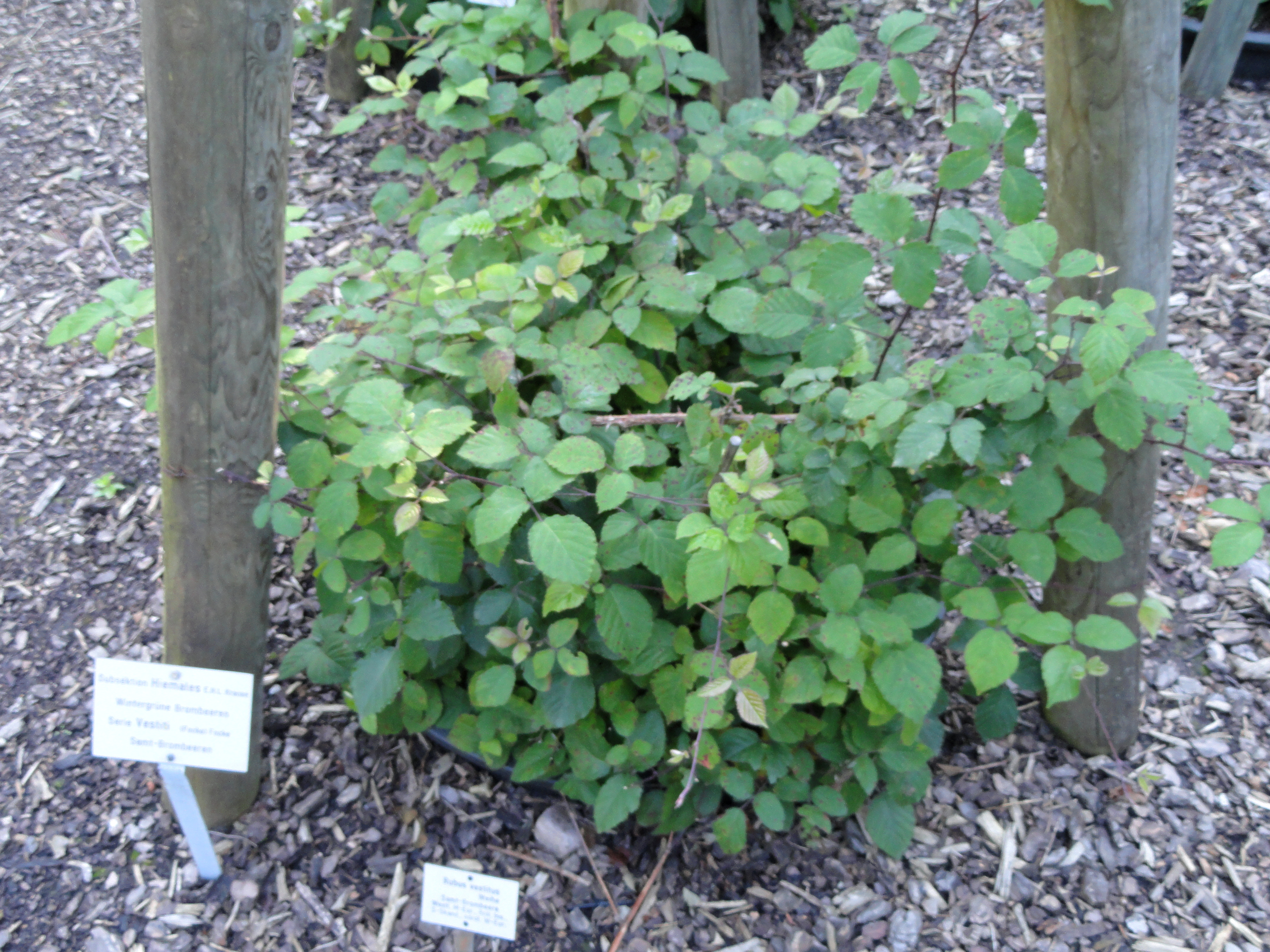